# Trettach
Die Trettach ist der 14 km lange südöstliche und rechte Quellfluss der Iller in den Allgäuer Alpen in Bayern (Deutschland).

## Name
Der Name Trettach kommt vom mittelhochdeutschen Wort draete, was so viel wie „schnell, eilig“ bedeutet.

## Verlauf
Der Fluss entspringt südlich von Oberstdorf. Von ihrer Quelle, die sich nahe der Trettachspitze bei der Trettachrinne (unmittelbar an der deutsch/österreichischen Grenze) befindet, fließt die Trettach in nördlicher Richtung durch das nach ihr benannte Trettachtal (teilweise auch Spielmannsauertal genannt nach dem Weiler Spielmannsau). Sie vereinigt sich am Illerursprung nördlich von Oberstdorf mit der Breitach (linker Oberlauf) und der Stillach (mittlerer Oberlauf) zur Iller.

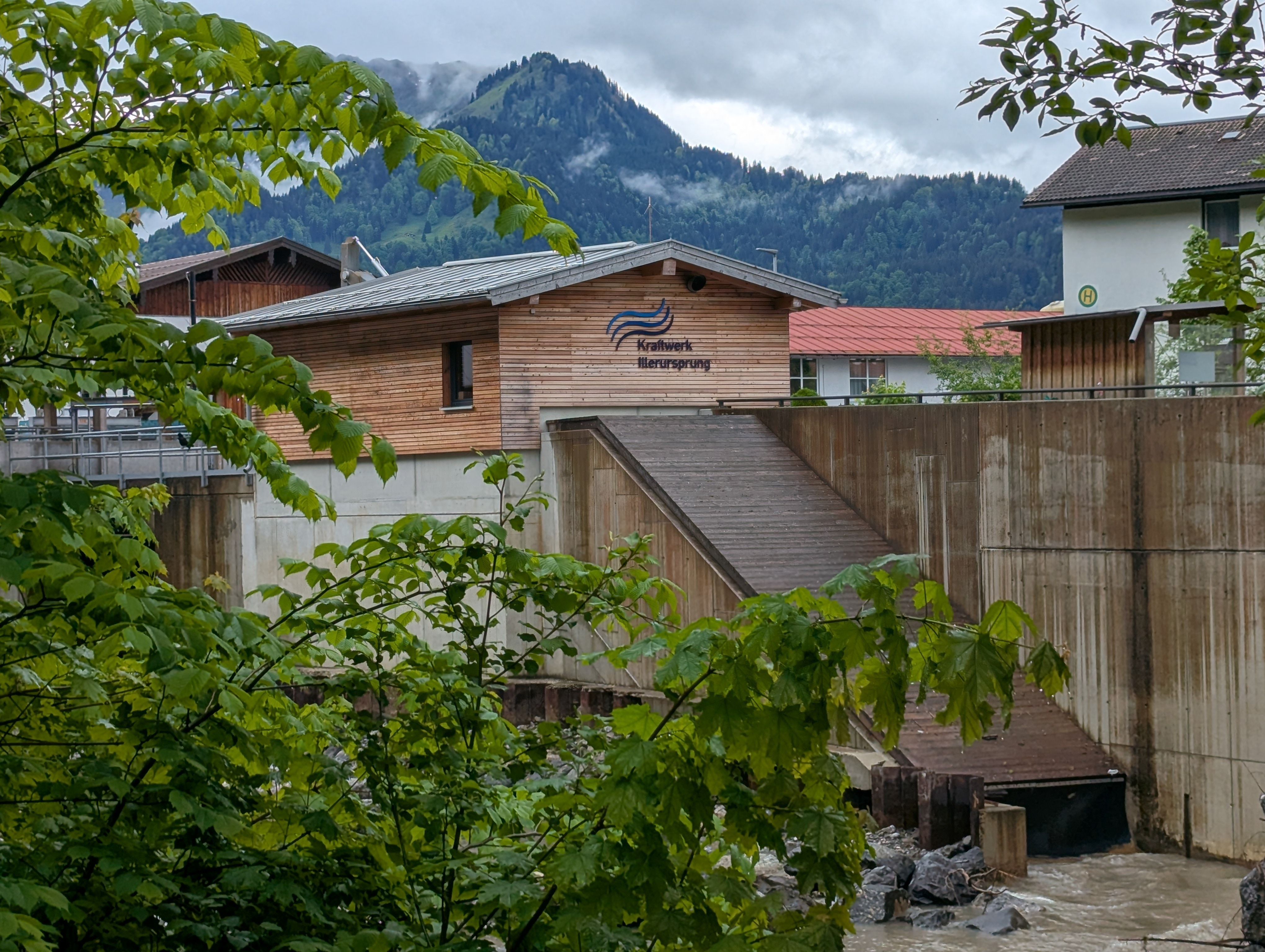
Einlaufbauwerk für das Wasserkraftwerk Illerursprung

In Oberstdorf (Hermann von Barthstraße, 812 NN) befindet sich das Einlaufbauwerk für das Wasserkraftwerk Illerursprung.

## Zuflüsse
- Sperrbach (rechts)
- Traufbach (rechts)
- Dietersbach (rechts)
- Oybach (rechts)
- Faltenbach (rechts)